# Thomas De La Rue
Pour les articles homonymes, voir De La Rue (homonymie).
Thomas De La Rue, né le 24 mars 1793 à La Forêt sur l'île de Guernesey et mort le 7 juin 1866 à Londres, est un imprimeur britannique originaire de Guernesey.

## Biographie
Après des débuts modestes, Thomas De La Rue fonde une imprimerie qui deviendra la société De La Rue, qui se classe depuis les années 2000 parmi les plus grands imprimeurs et papetiers de sécurité au monde.
En 1813, il lance Le Miroir politique de Guernesey, un journal. Trois ans plus tard, il s'installe à Londres où il est signalé comme fabricant de chapeaux de paille. En 1829, il ouvre une imprimerie et fabrique des jeux de cartes qui reçoivent l'agrément de la Couronne britannique. En 1839, avec son fils aîné William Frederick, son frère Paul et un associé, Charles Button, il fonde « Thomas De La Rue & Co. » et commence à produire de la papeterie grâce à un procédé de gravure en relief. En 1845, il fabrique des entiers postaux, puis se lance dans l'impression de timbres postaux en 1853-1855, grâce à l'impression typographique.
Montrant ses productions durant l'exposition universelle de 1855 à Paris, il est nommé par la France chevalier de la Légion d'honneur.
Il est le père de l'astronome-photographe Warren de la Rue.

## Distinctions
- Chevalier de la Légion d'honneur